# Raihan Rahman
Muhammad Raihan bin Abdul Rahman (Singapore, 7 febbraio 1991) è un calciatore singaporiano, centrocampista degli Yishun Sentek Mariners.

## Carriera

### Club

#### Young Lions
Nel 2009 Raihan ha iniziato la sua carriera di calciatore professionista con l'Under-23 dello Young Lions nel 2009 nella S.League.

#### LionsXII
Nel 2011 è stato annunciato che Raihan si unirà alla neonata società LionsXII per prendere parte alla Malaysia Super League 2012. Tuttavia, ha lasciato il club nella finestra centrale di calciomercato nel 2013.

#### Young Lions
Dopo aver lasciato il club, ha firmato per l'Under-23 dello Young Lions

#### LionsXII
Raihan poi è tornato al LionsXII al termine della stagione 2013 della S.League ed è rimasto nel club per 2 anni, dal 2014 al 2015. Tuttavia, gli infortuni hanno fatto sì che Raihan facesse 9 presenze per il LionsXII in tutte le competizioni.

#### Hougang United
Dopo lo scioglimento del LionsXII, Raihan ha firmato per l'Hougang United per la stagione 2016 della S.League. Mentre club come Warriors FC e Geylang International si dicevano fossero interessati a lui, scelse l'Hougang perché era il suo primo club, dopo essersi allenato con il Sengkang Punggol all'età di 15 anni. Nonostante le ottime prestazioni, è stato rilasciato dai ghepardi al termine della stagione.

#### Balestier Khalsa
Raihan si è avvicinato al ritiro prima che fosse annunciato sulla pagina Facebook e Instagram del Balestier Khalsa il 5 gennaio 2017 che si sarebbe unito con le tigri prima della stagione 2017 della S.League. Ha fatto il suo esordio con la squadra contro il Warriors e ha segnato il gol dell'esordio tramite un rigore. Ha segnato il suo secondo gol con le tigri grazie a uno stupendo calcio di punizione, regalandogli la vittoria per 2-1 contro il Brunei DPMM FC nella quinta partita stagionale delle tigri. Questo è tutto il contributo che ha per il club. I fan dell'Hougang hanno cantato "ritorna all'Hougang" ma lui ha negato le affermazioni e ha insistito sul fatto che non si unirà ad un club più piccolo.

### Nazionale
Raihan è un giocatore versatile che può giocare sia in difesa che a centrocampo. All'età di 20 anni, Raihan era stato coinvolto in molti tornei internazionali a livello giovanile, vincendo anche una medaglia di bronzo ai XXV Giochi del Sud-est asiatico. Raihan ha fatto il suo esordio nel 2010 contro la Polonia in una sconfitta per 6-1. Nel 2011, ha ricevuto un'altra convocazione in nazionale quando Radojko Avramović lo ha inserito nella lista provvisoria dei 33 giocatori per le qualificazioni alla Coppa del Mondo FIFA 2014. Venne schierato titolare per la prima volta contro la Giordania il 12 novembre 2011. Ha fatto la sua terza presenza in una sconfitta per 4-0 contro la Siria il 15 novembre 2013.
A causa degli infortuni, Raihan non ha ricevuto alcuna chiamata dal 2013 in poi.

## Statistiche

### Cronologia presenze e reti in nazionale
| Cronologia completa delle presenze e delle reti in nazionale ― Singapore | Cronologia completa delle presenze e delle reti in nazionale ― Singapore | Cronologia completa delle presenze e delle reti in nazionale ― Singapore | Cronologia completa delle presenze e delle reti in nazionale ― Singapore | Cronologia completa delle presenze e delle reti in nazionale ― Singapore | Cronologia completa delle presenze e delle reti in nazionale ― Singapore | Cronologia completa delle presenze e delle reti in nazionale ― Singapore | Cronologia completa delle presenze e delle reti in nazionale ― Singapore |
| Data                                                                     | Città                                                                    | In casa                                                                  | Risultato                                                                | Ospiti                                                                   | Competizione                                                             | Reti                                                                     | Note                                                                     |
| ------------------------------------------------------------------------ | ------------------------------------------------------------------------ | ------------------------------------------------------------------------ | ------------------------------------------------------------------------ | ------------------------------------------------------------------------ | ------------------------------------------------------------------------ | ------------------------------------------------------------------------ | ------------------------------------------------------------------------ |
| 23-1-2010                                                                | Nakhon Ratchasima                                                        | Polonia                                                                  | 6 – 1                                                                    | Singapore                                                                | King's Cup 2010                                                          | -                                                                        | 55’                                                                      |
| 11-10-2011                                                               | Singapore                                                                | Singapore                                                                | 0 – 3                                                                    | Giordania                                                                | Qual. Mondiali 2014                                                      | -                                                                        | 46’                                                                      |
| 11-11-2011                                                               | Amman                                                                    | Giordania                                                                | 2 – 0                                                                    | Singapore                                                                | Qual. Mondiali 2014                                                      | -                                                                        |                                                                          |
| 1-6-2012                                                                 | Wan Chai                                                                 | Hong Kong                                                                | 1 – 0                                                                    | Singapore                                                                | Amichevole                                                               | -                                                                        | 61’                                                                      |
| 12-6-2012                                                                | Shah Alam                                                                | Malaysia                                                                 | 2 – 0                                                                    | Singapore                                                                | Amichevole                                                               | -                                                                        | 46’                                                                      |
| 15-11-2013                                                               | Ekbatan                                                                  | Siria                                                                    | 4 – 0                                                                    | Singapore                                                                | Qual. Coppa d'Asia 2015                                                  | -                                                                        |                                                                          |
| Totale                                                                   |                                                                          | Presenze                                                                 | 6                                                                        |                                                                          | Reti                                                                     | 0                                                                        |                                                                          |